# سانتا آنا دي كورو
كورو، هي عاصمة ولاية فالكون، وهي أقدم مدينة في غرب فنزويلا. أنشأها خوان دي أمبيز في تموز (يوليو) عام 1527 وكانت آنذاك باسم «سانتا آنا دي كورو». وقد أنشئت جنوبي شبه جزيرة باراغوانا في السهل الساحلي، ويحيط بها منتزة كورو الوطني شمالاً وسييرا دي فالكون جنوباً.
للمدينة تقاليد ثقافية واسعة تأتي من كونها مستوطنة حضرية أنشأها المستعمرون الإسبان الذين استعمروا المناطق الداخلية من قارة أمريكا الجنوبية. وقد كانت أول عاصمة لمقاطعة فنزويلا، ومركز الأسقفية الأولى التي تأسست في أمريكا الجنوبية عام 1531. 
ويشار إلى أن المدينة كانت أول مستعمرة (آوغسبورغ) في الأمريكيتين تحت سلطة عائلة ويلسر. كانت هذه المدينة هي مهد انطلاق حركة الاستقلاليين والدفاع عن الطبقية في فنزويلا، وتعتبر أيضاً مهد الحركة الفيدرالية الفنزويلية في عهد الجمهورية.
بفضل تاريخ وثقافة المدينة وعمارتها المحفوظة من عهد الاستعمار، أدرجت اليونسكو «كورو ومينائها» كموقع تراث عالميٍ عام 1993، وبذا كانت أول موقع في فنزويلا يحصل على هذا اللقب. لكن ومنذ عام 2005، أدرج الموقع ضمن مواقع التراث العالمي المعرضة للخطر.

## اسم المكان
عند تأسيسها، سميت المدينة «سانتا آنا دي كورو» حسب الطراز الإسباني المستخدم لتسمية المدن الجديدة في أمريكا وفق التقويم الكاثوليكي، وقد مصاحباً في الوقت ذاته لاسم من أصل هندي. فحسب التقاليد، اشتقت كلمة كورو من كلمة "curiana" من لغة ساكوينتو وتعني «مكان الرياح». 
لكن حسب قاموس الأكاديمية الملكية الإسبانية، فإن كلمة «كورو» تعني «رياح الشمال الغربي» وأصلها لاتيني "caurus".

## المحمية وموقع التراث العالمي

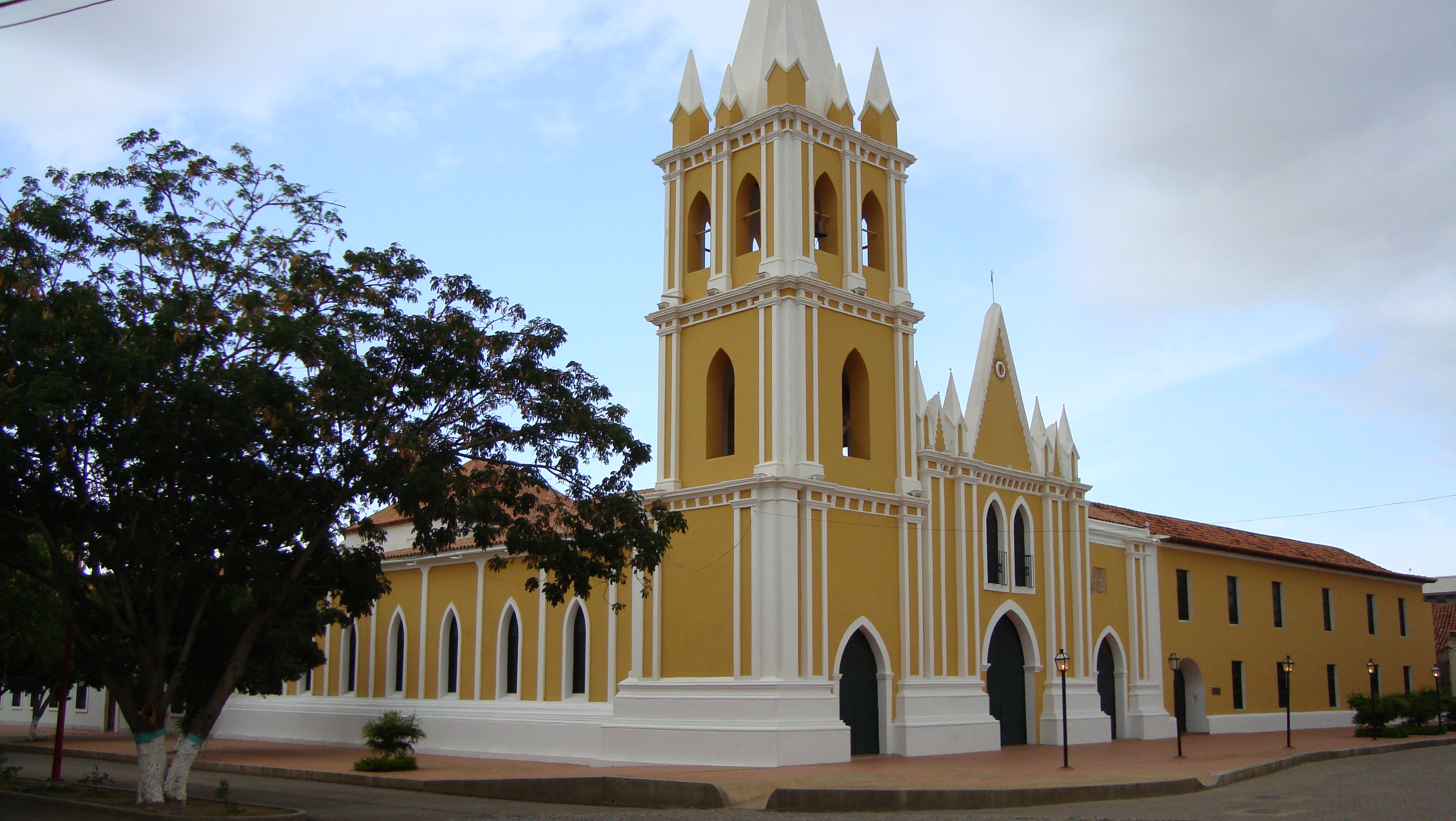
كنيسة القديس فرانسيسكو.

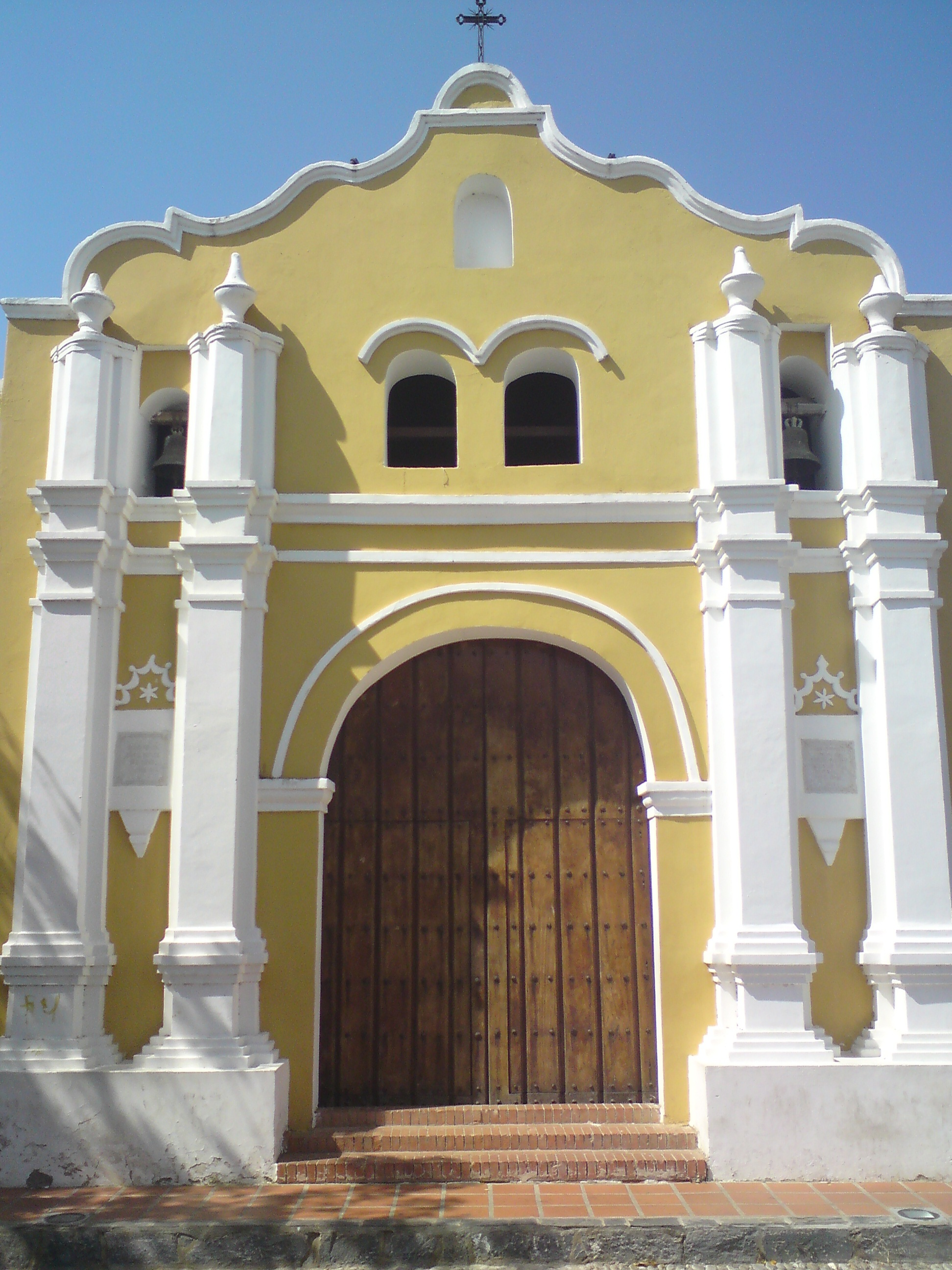
كنيسة القديس كليمانت.

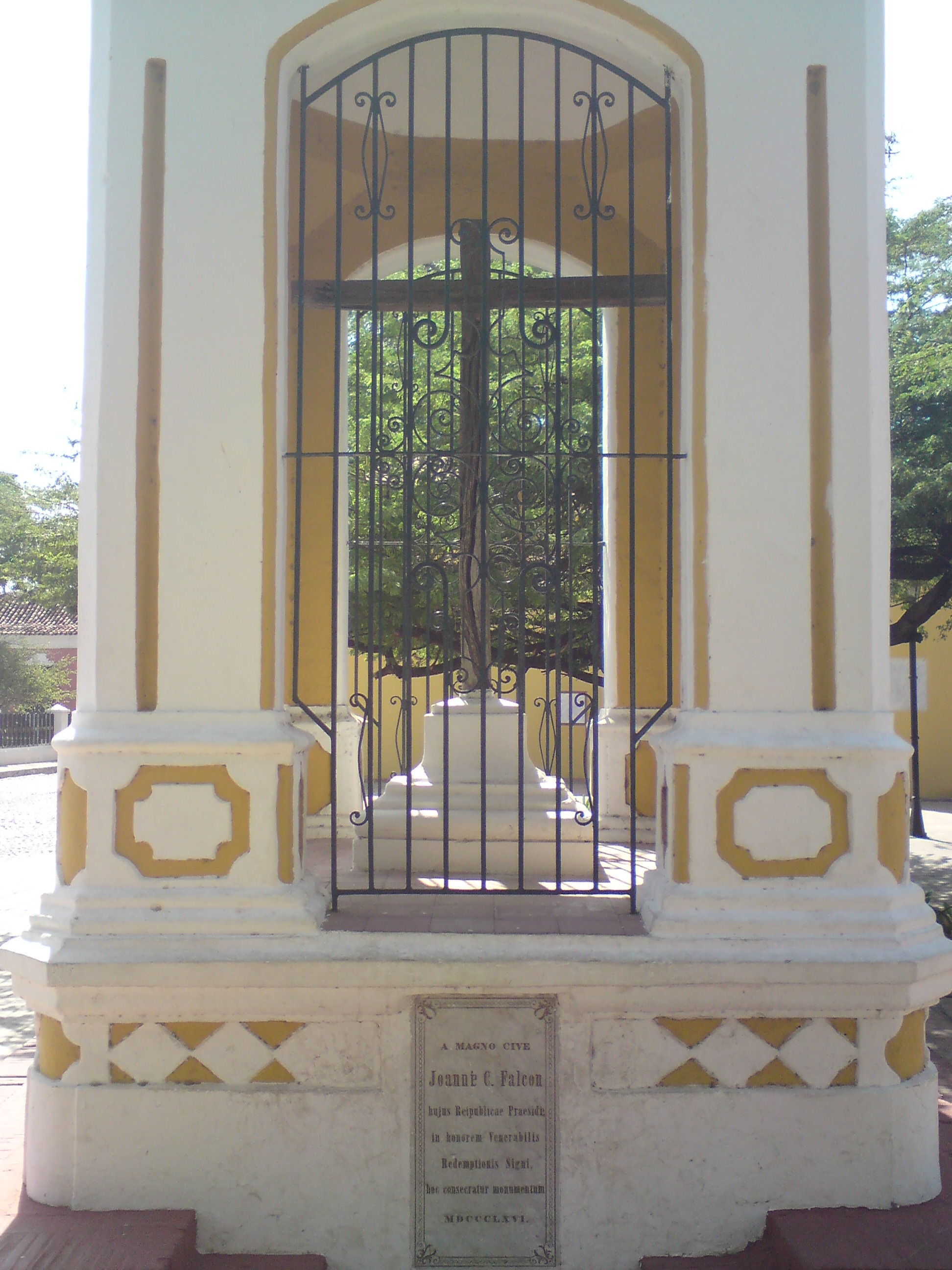
Cruz de San Clemente, cují carved under which Mass for the first time in South America.

ورثت المدينة عمارة ضخمة من عهد الاستعمار والفترة الجمهورية خاصة ملامح العمارة الأندلسية. إضافة إلى بعض التأثير الهولندي (في جزر بونير، أروبا، كوراساو)، كما تمثل ذلك في استخدام المواد والتقنيات التي استخدمها السكان الأصليون والتي تعتمد على استخدام الطين والتي أعطتها طابعاً فريداً. مزايا العمارة ذات نمط خاص يجمع بين أسلوب التبليط المخطط الإسباني التقليدي مع الأشكال غير المنتظمة التي تميزت بها المدن الألمانية في العصور الوسطى، وقد كانت تلك الفترة التي كانت فيها المدينة تحت حكم أسرة ويلزر. في وسط المدينة، من الشائع أن تجد نفسك في شوارع تنتهي فجأة وتنعدم فيها الرقع الإسبانية. تعتبر كورو النموذج الباقي الوحيد في منطقة الكاريبي لانصهار التقاليد المحلية مع تقنيات العمارة المدجنة الإسبانية والهولندية. وهي من أوائل المدن الاستعمارية، فقد أنشأت عام 1527، وتسود فيها العمارة الاستعمارية إلى الآن. فقد تم تحديد حوالي 600 بناء فيها كأبنية تراثية. 
لا يزال المركز التجاري يحتفظ بالخصائص النموذجية لمدن القرنين الثامن عشر والتاسع عشر، إذ تجد فيها الشوارع المرصوفة بالحصى والحجارة على الطراز الاستعماري. وفي هذه المدينة أكبر مجمع معابد استعمارية في فنزويلا. تضمن متاحف ذات تمثيل واسع للأيقونات الكاثوليكية والرموز الوطنية التاريخية. لهذه الأسباب، أعلنت كورو مع مينائها موقعاً للتراث العالمي في 9 ديسمبر عام 1993 من قبل منظمة اليونسكو في الاجتماع الذي عقد في مدينة قرطاجنة في كولومبيا.
عام 2005، أدرجت كورو رسمياً على قائمة مواقع التراث العالمي المعرضة للخطر (طالع قائمة مواقع التراث العالمي المعرضة للخطر). إن تغيّر المناخ في فنزويلا، ولا سيما الأمطار الغزيرة، تسبب في إضرار كبيرة في الهندسة المعمارية الغنية. عمارة كورو التقليدية بنيت بتقنيات تعتمد على الأرض (الطين). وقد أصبحت العديد من هذه المباني مهددة بفعل الأمطار الغزيرة لأن المواد التي صنعت منها غير مقاومة للرطوبة. كما تشير اليونسكو إلى أن المنطقة تأثرت سلبياً جراء بناء الجدران غير الملائمة والأسوار العشوائية. كما أن هناك قلق من بناء نصب تذكاري والممرات الشاطئية وبوابة المدينة، كل هذه الأمور ذات تأثير كبير على قيمة الموقع التراثية. 
في الوقت الحاضر، تهتم الحكومة الوطنية في جلب الاستثمارات للحفاظ على عمارة المدينة الغنية.